# 王忠烈 (1935年)
王忠烈（1935年—2015年5月11日），男，江苏无锡人，中华人民共和国物理学家、国家教委官员。

## 生平
王忠烈生于无锡。在中学时曾任学校团总支副书记、书记。1953年，在高中的最后阶段，加入中国共产党，是当时全无锡市三个高中生党员之一。1954年，自无锡市第三高级中学毕业。同年，考入北京师范大学物理系。入学后任学生团支部书记。1958年毕业。后在荷兰获得数学与物理学博士学位。历任北京师范大学讲师、副研究员、教授、低能核物理所所长。从事原子碰撞、核物理及其应用的研究。1982年，被国际固体中原子碰撞常设国际委员会聘为委员。1985年，被国际玻米物理学会推选为科学成员。
1980年代，王忠烈出任国务院学位委员会委员兼副秘书长。1989年起，任国务院学位委员会办公室（国家教委研究生工作办公室）主任。1983年至1988年任第六届全国人大代表。王忠烈还曾任山东大学副校长。1990年2月12日至15日，《亚洲、太平洋地区相互承认高等教育学历、文凭和学位公约》成员国参加的委员会在泰国曼谷召开第一次会议。中国国务院学位委员会办公室主任王忠烈当选为该委员会第一副主席。
1993年2月17日至18日，国家教委副主任朱开轩主持召开“211工程”领导小组会议，会议传达了李铁映关于“211工程”建设谈话精神，研究了“211工程”实施方案、建设项目指南（提纲）、本年工作计划、国家教委各有关司局及办公室职责分工等问题，“211工程”领导小组成员王忠烈、徐敦璜、左铁镛、周远清、陶遵谦、陈文博、李仁和等出席会议，钱一呈代表王显明出席了会议。3月9日，国家教委下发《关于成立“国家教委‘211工程’办公室”的通知》（教重〔1993〕2号），决定成立国家教委“211工程”办公室。1993年9月28日，国家教委任命王忠烈为国家教委“211工程”办公室主任，李仁和、吴镇柔为副主任。
卸任后，王忠烈任北京大学物理系教授、博士生导师。兼任全球跨国教育联盟董事会董事、学术委员会委员，美国Jones国际网络大学董事会董事，亚太经合组织教育基金会董事会董事。
2015年5月11日，王忠烈在北京病逝，享年80岁。

## 著作
- 《离子注入原理与技术》（合著）